# Pehr G. Holmes

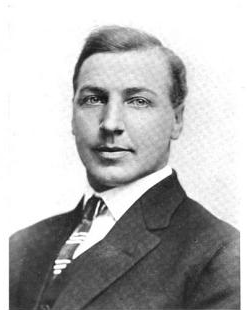
Pehr G. Holmes

Pehr Gustaf Holmes (* 9. April 1881 in Mölnbacka, Värmland, Schweden; † 19. Dezember 1952 in Venice, Florida) war ein US-amerikanischer Politiker. Zwischen 1931 und 1947 vertrat er den Bundesstaat Massachusetts im US-Repräsentantenhaus.

## Werdegang
Im Jahr 1886 kam Pehr Holmes mit seinen Eltern aus seiner schwedischen Heimat nach Worcester in Massachusetts. Er besuchte dort die öffentlichen Schulen und arbeitete danach im Handwerk. Später war er auch im Bankgewerbe und im Versicherungsgeschäft tätig. Gleichzeitig schlug er als Mitglied der Republikanischen Partei eine politische Laufbahn ein. Zwischen 1908 und 1911 sowie nochmals von 1913 bis 1926 war er Mitglied im Gemeinderat von Worcester bzw. im Ältestenrat. Zwischen 1917 und 1919 amtierte er als Bürgermeister von Worcester. Von 1925 bis 1928 gehörte er dem Beraterstab des Gouverneurs an.
Bei den Kongresswahlen des Jahres 1930 wurde Holmes im vierten Wahlbezirk von Massachusetts in das US-Repräsentantenhaus in Washington, D.C. gewählt, wo er am 4. März 1931 die Nachfolge von George R. Stobbs antrat. Nach sieben Wiederwahlen konnte er bis zum 3. Januar 1947 acht Legislaturperioden im Kongress absolvieren. Seit 1933 wurden dort die New-Deal-Gesetze der Bundesregierung unter Präsident Franklin D. Roosevelt verabschiedet, denen Holmes’ Partei eher ablehnend gegenüberstand. Seit 1941 war auch die Arbeit des Kongresses von den Ereignissen des Zweiten Weltkrieges und dessen Folgen geprägt.
Im Jahr 1946 wurde Holmes nicht wiedergewählt. Nach dem Ende seiner Zeit im US-Repräsentantenhaus arbeitete er auf dem Gebiet der Galvanoplastik. Er starb am 19. Dezember 1952 in Venice.